# آناستازیا بورلی هیلز
آناستازیا بورلی هیلز (انگلیسی: Anastasia Beverly Hills) شرکت لوازم آرایشی آمریکایی است، که در سال ۱۹۹۷ تأسیس شد.